# Węgierski Batalion Ochotniczy
Węgierski Batalion Ochotniczy – ochotniczy oddział wojskowy złożony z Węgrów pod koniec wojny zimowej pomiędzy Finlandią i ZSRR.

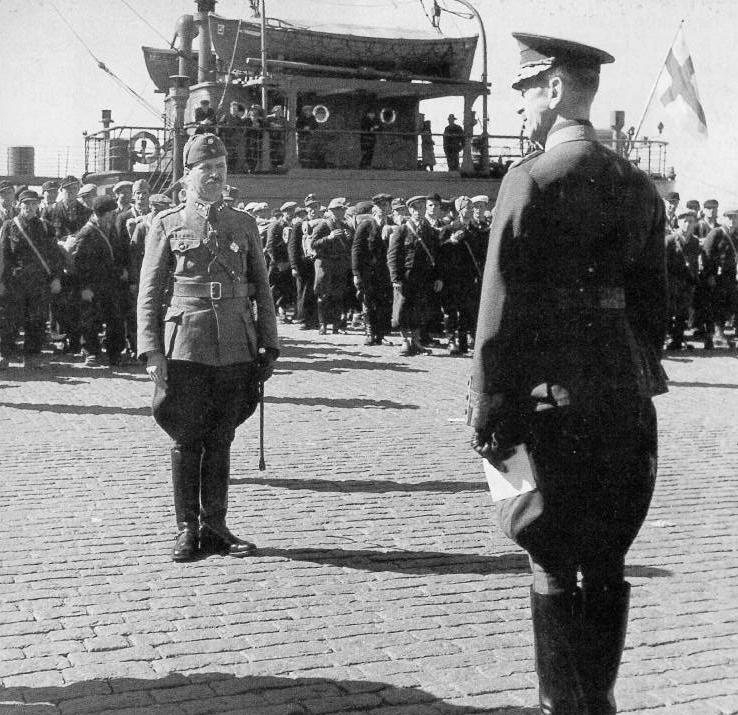
Węgierscy ochotnicy na czele z kpt. Imre Kémeri Nagyim opuszczający Finlandię

Zaatakowana 30 listopada 1939 r. przez Armię Czerwoną Finlandia uzyskała z zagranicy dużą pomoc wojskową. Przystąpił do niej również rząd węgierski. 16 grudnia rozpoczął się nieoficjalny werbunek ochotników. Następnie zostali oni zgrupowani w obozie w Hárshegy. Po miesięcznym przeszkoleniu wojskowym sformowano z nich oddział wojskowy w sile mniejszej niż batalion piechoty. Na jego czele stanął por. Imre Kémeri Nagy. Oddział liczył 424 ludzi, w tym 344 szeregowych i podoficerów, 24 oficerów, 52 cywilów obsługi, 2 lekarzy i 2 kapelanów wojskowych. Niemcy odmówili tranzytu przez swoje terytorium, włącznie z okupowanym Generalnym Gubernatorstwem, dlatego wybrano alternatywną trasę. 11 stycznia 1940 r. wyruszono w drogę przez Jugosławię, Włochy, Francję, Wielką Brytanię, Norwegię i Szwecję, przybywając do Torniot w Finlandii 2 marca. Finowie rozmieścili Węgrów w obozie szkoleniowym dla zagranicznych ochotników w Lapua. Jednakże przed zakończeniem działań wojennych nie zdążyli oni wejść do walki, co wywołało frustrację wielu z nich. Pod koniec marca do ośrodka w Lapua przybył marsz. Carl Gustaf Mannerheim, wizytując też oddział węgierskich ochotników. Awansował on por. I. Kémeri Nagya do stopnia kapitana, co zaakceptował sztab generalny węgierskiej armii. 16 kwietnia wysłano Węgrów w rejon Lappeenranta w Karelii do ochrony granicy. 19 maja Węgrzy przybyli do Turku, gdzie następnego dnia odbyło się ich uroczyste pożegnanie. Wszyscy oficerowie zostali odznaczeni fińskim Medalem Białej Róży. Drogą morską Węgrzy przybyli do Szczecina, skąd pociągiem pod eskortą wojskową 24 maja powrócili na Węgry. 28 maja w Budapeszcie w obecności premiera Pála Telekiego nastąpiło oficjalne rozwiązanie oddziału.